# 丞相司直
丞相司直（じょうしょうしちょく）は、古代中国の官名。単に「司直」とも言う。
前漢・後漢に置かれ、丞相府に属して官僚の監察を行うことを職責とした。秩禄は比二千石（『漢書』百官公卿表上）。
武帝の元狩5年（紀元前118年）に設置された。司隷校尉のような他の監察官を含む官僚の監察弾劾を行った。官僚の席次では司隷校尉のよりも上であった（『漢書』翟方進伝）。
哀帝の元寿2年（紀元前1年）に丞相が大司徒に改称されてからは大司徒司直と呼ばれ、王莽が簒奪し新の時代となっても存在し続けた。
更始帝政権や光武帝政権でも存在したが、後漢の光武帝の建武18年（42年）に廃止された（『続漢書』百官志1）。
後漢末期、献帝の建安8年（203年）に復活した。司徒に属せず、中央政府の官を監察した（『続漢書』百官志1注引『献帝起居注』）。
三国時代の魏以降は史上に見えない。